# Lucius Fadius Rufinus
Lucius Fadius Rufinus war ein im 1. und 2. Jahrhundert n. Chr. lebender römischer Politiker.
Durch ein Militärdiplom, das auf den 3. Mai 113 datiert ist, ist belegt, dass Rufinus 113 zusammen mit Lucius Stertinius Noricus Suffektkonsul war. Sein Name ist auch in den Fasti Ostienses erhalten.
In einem Brief lobt Plinius der Jüngere Fadius Rufinus als vir egregius et in primis probatus („Fadius Rufinus, ein ausgezeichneter und höchst anerkannter Mann“). Dieser Brief thematisiert Freundschaft und gesellschaftliche Verpflichtungen, wobei Plinius die Qualitäten von Fadius Rufinus besonders hervorhebt.